# Wolfgang Schuster (Musiker, 1942)

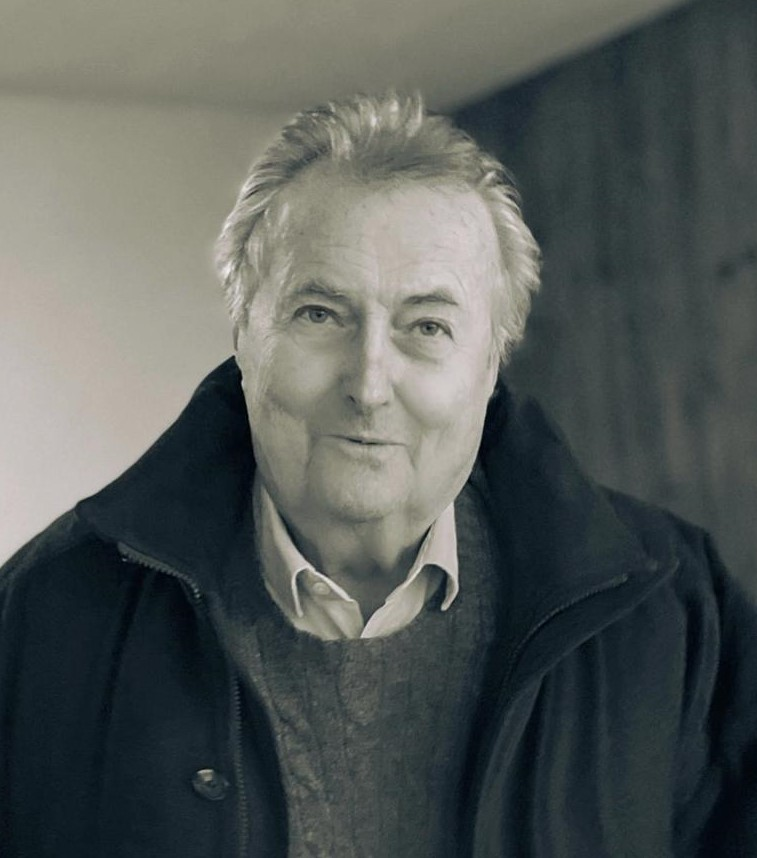
Wolfgang Schuster, 2024

Wolfgang Schuster (* 30. August 1942 in Wien) ist Wiener Philharmoniker i. R. (Schlagwerk) und Musikmanager. Er war Gründer und Künstlerischer Leiter der Festivals Attergauer Kultursommer, Styriarte Graz und Attersee Klassik. Wolfgang Schuster lebt auf dem 1976 erworbenen Narzbergergut in Straß im Attergau.

## Leben

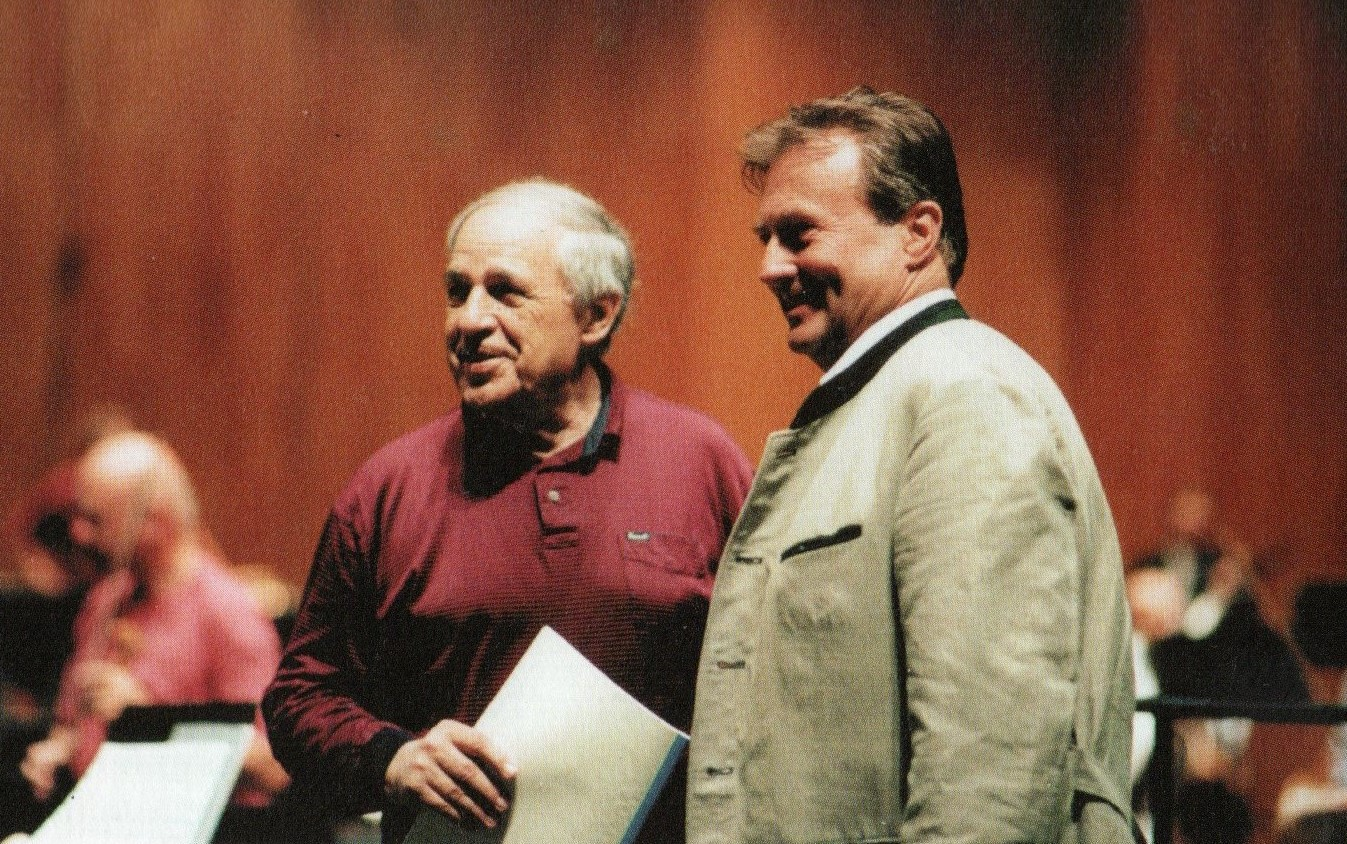
Pierre Boulez und Wolfgang Schuster bei einer Probe der Salzburger Festspiele, 2011

Wolfgang Schuster besuchte das Gymnasium und die Akademie für Musik und Darstellende Kunst Wien (Konzertfach Schlagwerk). Von 1959 bis 1961 war er Solopauker im Niederösterreichischen Tonkünstlerorchester. Von 1961 bis 2005 hatte er ein Engagement im Orchester der Wiener Staatsoper. 1965 wurde er in den Verein Wiener Philharmoniker aufgenommen. 1967 wurde er Mitglied der Hofmusikkapelle Wien. Von 1970 bis 1980 war er Vorstandsmitglied der Gesellschaft für Musiktheater und von 1976 bis 1984 war er Mitglied des Vorstandes der Österreichischen Interpretengesellschaft (ÖSTIG). Von 1982 bis 1990 lehrte er an der Hochschule für Musik und Darstellende Kunst in Wien. 1984 gründete er die Firma Wiener Schlaginstrumentenbau und führte sie als Alleininhaber bis 2015.
1984 bekam Wolfgang Schuster den Auftrag der Steirischen Landesregierung zur Abhaltung eines Bachfestes, das zum Festival „Styriarte Graz“ mit dem Ziel, der Interpretationsidee „Musik als Klangrede“ von Nikolaus Harnoncourt ein Podium zu geben, umgeformt wurde. 1985/1986 war er Künstlerischer Leiter der Styriarte Graz.
1988 übernahm Wolfgang Schuster das Pressereferat der Wiener Philharmoniker. 1990 bekam er gemeinsam mit Clemens Hellsberg den Auftrag zur Vorbereitung des 150-Jahr-Jubiläums der Wiener Philharmoniker: Organisation eines Symposions „Klang und Komponist“ zur Erforschung des Klangs der Wiener Philharmoniker mit prominenten Referenten (u. a. mit Nikolaus Harnoncourt, Georg Solti und Riccardo Muti).
Aus Anlass des 300. Todesjahres von Johann Beer veranstaltete Wolfgang Schuster ein Internationales Symposion unter der wissenschaftlichen Leitung von Herbert Zeman auf dem Narzbergergut in Straß im Attergau. 2006 war er Kurator der Österreich-Kulturtage der Europäischen Zentralbank in Frankfurt.

### Attergauer Kultursommer und Attersee Klassik
1981 gründete Wolfgang Schuster gemeinsam mit dem Verein Kulturkreis Attergau die Veranstaltungsreihe „Attergauer Kultursommer“, die er als Künstlerischer Leiter bis 2001 gestaltete.
1986 errichtete er nach Plänen von Architekt Johannes Spalt auf dem Narzbergergut einen Konzertsaal, der 1988 mit James Levine (Klavier) und Margaret Price (Sopran) eröffnet wurde.
2002 gründete Wolfgang Schuster den Verein Attersee Klassik zur Fortführung der künstlerischen Linie – Engagement internationaler Künstler – des Attergauer Kultursommers. 2019 beendet er seine Veranstaltungsreihe am Attersee, bei der eine Vielzahl bekannter internationaler Künstler aufgetreten sind.

### Internationales Orchesterinstitut Attergau (IOIA)
Das Internationale Orchesterinstitut Attergau für Wiener Klangstil entstand  1994 aufgrund einer Idee des Teilnehmers Edward Houser, Yale School of Music, am Symposium „Klang und Komponist“ 1992, die Wolfgang Schuster aufgriff. Das Institut dient der Vermittlung des Klangstils der Wiener Philharmoniker. Prominente Solisten des Orchesters unterrichteten  eine internationale Studentenschaft gemeinsam mit Dirigenten der Philharmoniker. Ein Teil der Konzerte mit den erarbeiteten Werken fand nicht nur im Attergau statt, sondern auch im Rahmen der Salzburger Festspiele: mit Valery Gergiev 2001  und 2006, Mariss Jansons 2002, Bobby McFerrin 2003, Donald Runnicles mit Solistin Elīna Garanča 2004, Riccardo Muti 2005, Christoph Eschenbach 2007, Jordi Savall 2008 und Ádám Fischer 2009. 2014 übergab Schuster das Institut, das er 20 Jahre lang geleitet hatte, an die Wiener Philharmoniker, die schon seit der Gründung die Patronanz innehatten.

## Publikationen
- Klang und Komponist. Ein Symposion der Wiener Philharmoniker. Kongreßbericht., Herausgeber Otto Biba und Wolfgang Schuster, Verlag Hans Schneider, Tutzing, 1992, ISBN 978-3-7952-0715-1
- Wohin geht die Musik wenn sie vorbei ist..., Korrektur Verlag, Mattighofen, 2022, ISBN 978-3-9505341-2-2[6]

## Ehrungen
- Ehrenzeichen der Marktgemeinde St. Georgen im Attergau aus Anlass des zehnjährigen Bestehens des Attergauer Kultursommers
- Berufstitel Professor
- Ehrenring der Wiener Philharmoniker
- Kulturmedaille des Landes Oberösterreich
- Silbernes Ehrenzeichen des Landes Salzburg
- Silbernes Ehrenzeichen für Verdienste um die Republik Österreich